# Theosophische Gesellschaft in Amerika (Hargrove)

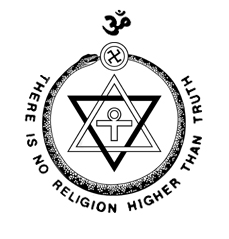
Siegel der Theosophischen Gesellschaft

Die Theosophische Gesellschaft in Amerika (Hargrove) oder Theosophical Society in America (Hargrove) war eine theosophische Organisation, welche aus der Theosophischen Gesellschaft in Amerika (TGinA) hervorging.

## Geschichte
1895 kam es infolge des Judge Case zur Spaltung der Theosophischen Gesellschaft (TG) in die Adyar-TG unter Henry Steel Olcott und die TGinA unter William Quan Judge. Nach Judges Tod wurde 1896 Ernest T. Hargrove als Präsident der TGinA gewählt. Er versuchte, Judges Kurs fortzuführen. Von Anfang an stand er jedoch im Schatten der eigentlichen Führerfigur Katherine Tingley. Auf einem großen theosophischen Kongress in Chicago am 18. Februar 1898 wurde Tingley "offiziell" als Präsidentin der TGinA gewählt. Auf diesem Kongress ließ sie sich mit umfassenden Vollmachten ausstatten, die ihr vollständige Gewalt über alle Zentren und Logen der TGinA samt deren Führungsmannschaften einräumte, auch änderte sie die Ausrichtung der TGinA um soziale und erzieherische Aspekte. 
Hargrove hatte dadurch alle Kompetenzen an Tingley verloren und war durch diesen Schachzug zum jederzeit auswechselbaren Befehlsempfänger degradiert und praktisch kaltgestellt. Mit einer solchen Richtungsänderung hatte er nicht gerechnet und er war mit ihr auch nicht einverstanden. Er erklärte daraufhin diesen Kongress für illegal und berief seinen eigenen in einem anderen Raum ein. Auf diesem wählten seine etwa 200 Anhänger A. H. Spencer zum Präsidenten der TGinA und erklärten den früheren Kurs Judges als richtungsweisend. Dies änderte nichts an den Tatsachen, nur dass es dadurch ab diesem Zeitpunkt zwei TGinA's gab. Keine der Parteien gab nach und so blieb es dabei, einerseits die Tingley'sche TGinA und andererseits die Hargrove'sche TGinA (zur besseren Unterscheidung TGinA-Hargrove genannt).
Nachdem alle Versuche einer Einigung bzw. Vorherrschaft zwischen den beiden Organisationen gescheitert waren, ließ sich Hargrove zum Präsidenten seiner TGinA-Hargrove wählen. Diese wurde meistens Hargrove-Group oder Hargrove-Society genannt, arbeitete nach den Statuten, welche unter William Quan Judge am 28. April 1895 ausgearbeitet worden waren und behauptete, der rechtmäßige Nachfolger der theosophischen Tradition zu sein. Ihren Sitz hatte sie in New York. Ein Problem war die Abgrenzung von der Tingley-TGinA, obwohl sich diese mittlerweile in Universal Brotherhood and Theosophical Society umbenannt hatte. Beide Organisationen hatten die gleiche Organisation, das gleiche Programm, die gleiche Lehre, den gleichen Zugang zu ihren esoterischen Geheimnissen usw. Der Erfolg der TGinA-Hargrove war dann auch nur mäßig, in ihrer besten Zeit kam sie auf etwa 300 eingetragene Mitglieder, auch eine Namensänderung in The Theosophical Society im Jahre 1908 brachte keine Verbesserung.
Das Publikationsorgan der TGinA-Hargrove war die Zeitschrift Theosophical Quarterly (1903–1938), welche vierteljährlich erschien. Die Zeitschrift bezeichnete sich selbst als das "offizielle Organ der Theosophischen Gesellschaft", welche 1875 von Helena Blavatsky, William Quan Judge und anderen gegründet worden war. Damit wollte sie den Anspruch der TGinA-Hargrove als der einzig rechtmäßigen TG untermauern. In den letzten Jahren ihres Erscheinens war der Ton zunehmend belehrend und hochnäsig geworden, das Ansehen hatte dadurch gelitten. Durch die Zeitschrift war ein gewisser Zusammenhalt der Organisation gegeben gewesen, als die Publikation im Juli 1938 eingestellt wurde, beschleunigte dies den bereits jahrelangen Zerfallsprozess der TGinA-Hargrove. Der Tod Ernest Temple Hargrove's, am 8. April 1939, war dann nur mehr der Schlusspunkt einer bereits vollzogenen Auflösung. 
1906 oder 1907 verlieh die TGinA-Hargrove Robert Crosbie eine Stiftungsurkunde zur Gründung einer Loge in Los Angeles. 1909 entwickelte sich daraus die United Lodge of Theosophists (ULT), Hargrove kann somit als Geburtshelfer der ULT betrachtet werden. Die TGinA-Hargrove unterhielt unter anderem auch eine Loge in München.[1]